# Вождовац (стадіон)
Стадіон Вождовац (серб. Стадион Вождовац) — футбольний стадіон сербського футбольного клубу «Вождовац», розташований у старому місті столиці Белграда, в районі Вождовац. Це унікальний об'єкт, тим паче, що стадіон розташований на даху торгового центру «Стадіон». Будучи найбільшим торговим центром у Південно-Східній Європі, а також першим об'єктом такого роду в Європі, він є новою та популярною туристичною визначною пам'яткою сербської столиці. Центр отримав назву Змаєве гніздо (Драконове гніздо).

## Історія
Новий торговий центр був побудований у районі Вождовац у Белграді в період з 2011 по 2013 рік. Проєкт реалізував австрійський девелопер «Krammer & Wagner & Illmaier», який інвестував у будівництво комплексу 50 мільйонів євро. На місці, де зведена нинішня будівля, раніше знаходився старий стадіон клубу, побудований у 1912 році й знесений у 2011 році. Нинішній стадіон побудований відповідно до економічних, соціальних та екологічних стандартів УЄФА. Він розрахований на 5 200 глядачів і знаходиться на висоті 40 метрів над рівнем землі, що робить його унікальним в Європі.
У вересні 2012 року німецька компанія Polytan обладнала поле сучасним штучним покриттям LigaTurf RS Pro CoolPlus.